# ピリオド (綾瀬はるかの曲)
「ピリオド 」は、綾瀬はるかのデビューシングル。2006年3月24日にビクターエンタテインメントより発売された。

## 概要
- 短編映画『たべるきしない』主題歌。
- 発売日は自身の誕生日であり、作詞を担当した持田香織の誕生日でもあった。

## 収録曲
1. ピリオド 
  - 作詞：持田香織・小林武史　作曲：小林武史
2. ともだち
  - 作詞・作曲：小林武史
3. ピリオド（off vocal version）